# In camera mia
In camera mia è un film del 1992 diretto da Luciano Martino.

## Trama
Massimo Lucantoni è uno scrittore in procinto di separarsi dalla moglie, che lavora come soggettista cinematografico, ma nonostante sia molto bravo viene snobbato dai colleghi di lavoro. Proprio per questi episodi vive un periodo triste sia da un punto di vista lavorativo che personale. Dopo la separazione va a vivere a casa di due ricchi aristocratici che lo ospitano, facendogli pagare caro l'alloggio. Una notte, mentre si aggira per la villa in cerca di ispirazione, nota una bella ragazza bionda sul bordo della piscina che suona un clarino e che dice di chiamarsi Nastienka, e che sta aspettando il suo fidanzato Fjodor che la verrà a prendere a cavallo. Il giorno dopo Massimo parla con il giardiniere della villa che gli riferisce che la ragazza è la figlia malata mentale dei duchi. Nonostante ciò Massimo ne resta affascinato e decide di farle la corte, convincendola che Fjodor non esiste, ma una sera proprio Fjodor si presenta davvero e se la porta via.